# Catherine Trianon
Catherine Trianon, nacida Boule (1627-6 de mayo de 1681), fue una adivina y envenenadora francesa acusada en el conocido como asunto de los venenos. Estuvo involucrada en el intento de asesinato del rey Luis XIV en 1679.

## Biografía
Catherine Trianon era una viuda que se ganaba la vida como adivina. Una de las asociadas más importantes de La Voisin, fue también su amiga y confidente. Trianon manejaba su negocio en colaboración con La Doddée, con quien además mantenía una relación homosexual. Descrita como una mujer bien educada, guardaba un esqueleto en la sala donde atendía a sus clientes como recordatorio de la mortalidad del ser humano.
En 1679, Madame de Montespan contrató a La Voisin para asesinar al rey Luis XIV. La Voisin planeó el atentado junto a sus amantes, Bertrand y Romani, y su amiga Trianon en casa de esta última. Trianon intentó convencer a La Voisin de abortar el plan, valiéndose incluso de un horóscopo el cual advertía del error de llevarlo a cabo, sin éxito. El grupo decidió que el rey sería envenenado mediante una petición. Tras el fracaso de su primer intento el 5 de marzo, La Voisin planeó reunirse con Trianon el 12 del mismo mes para planear un segundo intento, siendo detenida ese mismo día justo antes de su encuentro. Al arresto de La Voisin siguió el de Trianon el mes de mayo. Tras su detención, las autoridades hallaron veinticinco volúmenes sobre ciencias ocultas en su casa.
En agosto de 1680, tras la ejecución de La Voisin, hechos importantes tales como la relación entre ella y Madame de Montespan, así como el intento de asesinato del rey, fueron revelados por su hija Marguerite Monvoisin, quien el 9 de octubre confesó el sacrificio de niños durante la celebración de misas negras, lo cual fue confirmado al día siguiente por Étienne Guibourg, probando la veracidad de los testimonios vertidos por los acusados Adam Lesage y Françoise Filastre en septiembre y octubre respectivamente. Trianon, quien había estado involucrada personalmente en el intento de asesinato del rey, confirmó las declaraciones de los acusados. Catherine Trianon se suicidó en el Château de Vincennes el 6 de mayo de 1681.